# Maison de Fuenmayor
 (septembre 2023).
La mise en forme du texte ne suit pas les recommandations de Wikipédia : il faut le « wikifier ».
Les points d'amélioration suivants sont les cas les plus fréquents. Le détail des points à revoir est peut-être précisé sur la page de discussion.
- Les titres sont pré-formatés par le logiciel. Ils ne sont ni en capitales, ni en gras.
- Le texte ne doit pas être écrit en capitales (les noms de famille non plus), ni en gras, ni en italique, ni en « petit »…
- Le gras n'est utilisé que pour surligner le titre de l'article dans l'introduction, une seule fois.
- L'italique est rarement utilisé : mots en langue étrangère, titres d'œuvres, noms de bateaux, etc.
- Les citations ne sont pas en italique mais en corps de texte normal. Elles sont entourées par des guillemets français : « et ».
- Les listes à puces sont à éviter, des paragraphes rédigés étant largement préférés. Les tableaux sont à réserver à la présentation de données structurées (résultats, etc.).
- Les appels de note de bas de page (petits chiffres en exposant, introduits par l'outil «  Source ») sont à placer entre la fin de phrase et le point final[comme ça].
- Les liens internes (vers d'autres articles de Wikipédia) sont à choisir avec parcimonie. Créez des liens vers des articles approfondissant le sujet. Les termes génériques sans rapport avec le sujet sont à éviter, ainsi que les répétitions de liens vers un même terme.
- Les liens externes sont à placer uniquement dans une section « Liens externes », à la fin de l'article. Ces liens sont à choisir avec parcimonie suivant les règles définies. Si un lien sert de source à l'article, son insertion dans le texte est à faire par les notes de bas de page.
- La présentation des références doit suivre les conventions bibliographiques. Il est recommandé d'utiliser les modèles {{Ouvrage}}, {{Chapitre}}, {{Article}}, {{Lien web}} et/ou {{Bibliographie}}. Le mode d'édition visuel peut mettre en forme automatiquement les références.
- Insérer une infobox (cadre d'informations à droite) n'est pas obligatoire pour parachever la mise en page.

Pour une aide détaillée, merci de consulter Aide:Wikification.
Si vous pensez que ces points ont été résolus, vous pouvez retirer ce bandeau et améliorer la mise en forme d'un autre article.
La maison de Fuenmayor est une maison noble espagnole originaire de la couronne de Castille remontant au XIIIe siècle. Son nom provient de la ville du même nom située dans la communauté autonome de La Rioja (Espagne).

## Histoire
L'ancienne et noble lignée de cette famille était établie dans la ville de Fuenmayor (dont elle prit le nom) du district judiciaire de Logroño, et certaines de ses branches s'installèrent dans la ville d'Arnedo et dans la ville de Calahorra, en La Rioja.
Le lignage s'établit également dans la ville de Baeza (Jaén) à l'époque de sa conquête, et il se maria avec la lignée des Argote, comme cela est mentionné dans la généalogie de la branche de Fuenmayor à Baeza. Avec le temps, certains de ses descendants se sont installés dans la ville d'Agreda (Soria), où ils possédaient un important majorat, et d'autres ont résidé dans la ville de Yanguas, dans la même province de Soria.

### Branche de Baeza et Agreda
Le fondateur de cette branche de la maison était:
I. Millán de Fuenmayor, Seigneur de la Maison de Fuenmayor dans la ville du même nom en La Rioja, que certains érudits confondent à tort avec Miguel et Martín Ruiz de Argote, ses petits-fils, en les prenant pour ses frères, en raison de la confusion avec leur plus jeune frère, qui a hérité de la Maison de Fuenmayor et s'appelait Juan Ruiz de Fuenmayor, bien qu'il ait également été nommé Millán Ruiz de Fuenmayor. Cela a sans aucun doute conduit certains auteurs à le confondre avec son grand-père Millán de Fuenmayor, dont il est maintenant question. Il a participé à la conquête de Baeza, où il a hérité, et a été le père de:
II. Juana de Fuenmayor, qui épousa Juan Ruiz de Argote, avec qui elle eut les enfants suivants:
1. Miguel Ruiz de Argote, qui a poursuivi la lignée principale de la Maison d'Argote.
2. Martín Ruiz de Argote, l'un des principaux conquérants de Cordoue, qui n'eut pas de descendance.
3. Juan Ruiz de Fuenmayor, dont la descendance continue.

III. Ce Juan Ruiz de Fuenmayor (appelé également Millan et Fernan Ruiz de Fuenmayor) a substitué son nom de famille paternel, Argote, par celui de Fuenmayor, ayant hérité de la Maison de son grand-père dans la ville de Fuenmayor en La Rioja. Nous ignorons avec qui cet homme s'est marié, mais il semble avoir eu un fils:
IV. Ruy Fernández de Fuenmayor, à qui a succédé:
V. Baltasar de Fuenmayor, chef des écuyers de Baeza, qui en 1368 défendit la ville contre une attaque du roi maure de Grenade. Il tua de sa propre main, dans l'une des tours, le chef maure. Pour cet exploit, il reçut la seigneurie de la Tour des Écuyers et le surnom de Ruy Fernández des Écuyers. Il épousa doña Teresa Rodríguez de Cárdenas, et ils furent les parents de:
VI. Juan de Fuenmayor y Rodríguez de Cárdenas, qui trouva la mort lors d'une émeute survenue à Baeza en 1417. De son mariage avec doña Mayor Alonso de Navarrete (fille de Diego Cerón et de doña Mayor Alonso de Navarrete, son épouse), il laissa:
VII. Ruy Díaz de Fuenmayor y Alonso de Navarrete, surnommé "el Bueno", marié à doña Teresa Malo (fille de Juan Malo), avec qui il eut pour enfant:
VIII. Hernando de Fuenmayor y Malo, marié à doña Elvira García de Arguijo, tous deux parents de:
IX. Ruy Díaz de Fuenmayor y García de Arguijo, qui a épousé doña Margarita Veraez y Peralta (fille de Garci Pérez et de doña Margarita de Peralta). Ils ont résidé dans la ville d'Agreda (Soria). Parmi leurs enfants, il y avait:
X. Miguel Díaz de Fuenmayor y Veraez, né à Agreda, qui a épousé doña Catalina Camargo (fille de Juan Gutiérrez Camargo et de doña Catalina Malo). De cette union est né: 
XI. Ruy Díaz de Fuenmayor y Camargo, né dans la ville d'Agreda, qui a épousé doña Maria de Miranda, originaire de Soria (fille de Jerónimo de Miranda et de doña Maria Ramirez de Torres, tous deux originaires de Soria). Ils ont eu:
XII. Jerónimo de Fuenmayor y Miranda, né à Agreda et Chevalier de l'Ordre de Santiago, auquel il a été admis le 30 janvier 1634. Il était également membre du Conseil de Sa Majesté, Maire de Casa y Corte, Collégien de Santa Cruz à Valladolid et Consultant du Saint-Office. Il a épousé doña Catalina de Camporredondo y Río, originaire de Grenade (fille d'Antonio de Camporredondo y Río, Chevalier de Santiago et Président du Conseil des Finances, et de doña Margarita de Cevallos, lui originaire de Valladolid et elle d'Ocaña). Ils étaient les parents de:
XIII. Baltasar de Fuenmayor y Camporredondo, né à Madrid, Ambassadeur au Danemark, aux Pays-Bas et à Venise, Gentilhomme de la Bouche de Philippe IV, membre du Suprême Conseil de Flandre et Chevalier de Santiago, dont il a revêtu l'habit le 1er avril 1647. Le roi Charles II lui a accordé le titre de Marquis de Castel-Moncayo le 5 novembre 1682. Il a épousé doña Teresa Dávila, cinquième Dame de Blasco-Sancho dans la région d'Ávila, dont elle était originaire, et de la Maison des Marquis de Velada et San Roman (fille de Sancho Davila, originaire d'Ávila, et de doña Jeronima Espejo, originaire de Madrid). Leurs enfants étaient:
1. Joaquín de Fuenmayor y Dávila, Seigneur de Blasco-Sancho, Commandeur de Castellanos de l'Ordre de Calatrava, auquel il a été admis le 13 septembre 1688, Capitaine de Cavaliers et Colonel d'Allemands dans l'Armée de Flandre. Il est décédé à Valladolid en 1701, de son vivant, avant son père, sans s'être marié.
2. Jose de Fuenmayor y Dávila, Chevalier de Calatrava, Capitaine de Cavaliers dans l'Armée de Flandre, est également décédé sans s'être marié.
3. Maria Lucia de Fuenmayor y Dávila et Jeronima de Fuenmayor y Dávila, toutes deux religieuses commandeurs de Santiago à Santa Cruz de Valladolid.
4. Manuela de Fuenmayor y Dávila, qui, en raison du décès de ses frères et de la profession religieuse de ses sœurs, a succédé à la maison[4].

XIV. Manuela de Fuenmayor y Dávila, la deuxième Marquise de Castel-Moncayo, a épousé Gabriel Joaquín de Saavedra Serna Quiñones y Pimentel en 1702. Il était Seigneur des Maisons de Saavedra à Cáceres et leur Régent, Seigneur des villes de Sena, Rivera, Grajal, Villaherreros, Casas de Sena et del Rabanal, ainsi que Menino de la Reina (fils de Gabriel Arias de Saavedra, Chevalier d'Alcántara, et de doña Antonia de la Serna Quiñones Pimentel). Leur fille et héritière était:
XV. Gaspara de Saavedra y Fuenmayor, la troisième Marquise de Castel-Moncayo, qui a épousé Antonio Sarmiento Sotomayor (fils de Diego Saavedra Sotomayor et de doña Maria Josefa Pardo y Figueroa). De leur union est né:
XVI. Diego María Sarmiento de Saavedra y Fuenmayor, le quatrième Marquis de Castel-Moncayo et Comte de Villanueva de las Hachas, à qui le roi Charles IV a accordé le titre de Grand d'Espagne, de première classe, en 1790. En 1794, le même monarque lui a accordé un autre titre de Grand d'Espagne de deuxième classe. Il a épousé doña María Joaquina de Cáceres y Silva (fille de don Joaquín Jorge de Cáceres y Aldana et de doña Juana Sánchez de Silva), et ils ont eu une fille nommée:
XVII. María de la Esclavitud Sarmiento Silva Saavedra y Fuenmayor, la cinquième Marquise de Castel-Moncayo, Grand d'Espagne, etc., mariée à Carlos Gutiérrez de los Ríos, Duc de Fernán Núñez, où le titre de Castel-Moncayo est finalement parvenu.

### Branche de la ville d'Arnedo
La branche établi dans cette ville comprenait:
I. Pedro Díaz de Fuenmayor, Maire de ladite ville, qui a eu pour enfant:
II. Alonso Díaz de Fuenmayor, également appelé Alonso Díaz de Arnedo, qui était le père de:
III. Diego Díaz de Fuenmayor, qui a eu pour fils:  
IV. Juan Díaz de Fuenmayor, résident de Zaragoza, qui a prouvé sa noblesse devant la Real Audiencia de ladite ville le 30 août 1574.

### Branche de Calahorra
De cette branche de la ville de Calahorra est issu:
I. Antonio Díaz de Fuenmayor, originaire de Calahorra et Prieur des Chevaliers Hidalgos de ladite ville, qui a épousé doña María Caballero, également originaire de Calahorra. Ils ont été les parents de:
II. Ruy Díaz de Fuenmayor y Caballero, natif de Calahorra et Regidor Perpétuel de cette même ville. Il a épousé doña Juana de Salcedo, originaire d'Aldea del Señor (Soria). De leur union est né:
III. Rodrigo de Fuenmayor y Salcedo, né à Calahorra, Chevalier de l'Ordre de Saint-Jacques, auquel il a été admis le 6 novembre 1628.

### Branche de la ville de Guadalajara de Buga
Le fondateur de cette branche, le capitaine don Alonso de Fuenmayor, fut l'un des conquistadors les plus importants sous les ordres de l'Adelantado don Sebastián de Belalcázar. En raison de ses vertus et de ses qualités, il jouit de la confiance de l'Adelantado au point d'être nommé son exécuteur testamentaire, d'épouser sa fille María Magdalena de Belalcázar, et dans son testament, il le désigna comme son successeur à la Gouvernance de Popayán, préférant ainsi ses propres fils Sebastián et Francisco. Cette disposition testamentaire est consignée dans la clause suivante:
De plus, je déclare que Sa Majesté m'a fait don de ladite Gouvernance et provinces pour ma vie et, après moi, à la personne que je nommerai et choisirai. Par conséquent, par la présente, je déclare que, en vertu dudit don, je désigne et choisis, pour qu'après ma vie, il soit Gouverneur desdites provinces au nom de Sa Majesté, le Capitaine Alonso de Fuenmayor, mon gendre, et en son absence, Don Sebastián de Belalcázar, mon fils, pour qu'ils les détiennent, gouvernent et possèdent au nom de Sa Majesté, à qui je recommande la fidélité qu'ils sont tenus d'avoir envers Sa Majesté, sous peine de ma malédiction. 
Le capitaine Fuenmayor fut le fondateur de la troisième ville de Buga, et le 25 août 1551, il fonda la ville de San Luis de Almaguer, couronnant ainsi avec succès l'entreprise de Vasco de Guzmán. En ce qui concerne la fondation de Buga, il est opportun de rappeler que la première installation fut réalisée par l'Adelantado Belalcázar, directement ou par l'intermédiaire d'un de ses capitaines ; cette colonie fut détruite par les Indiens. En 1554 ou 1555, le capitaine Giraldo Gil Estupiñán établit la deuxième colonie sous le nom de Nueva Ciudad de Jerez ; un ou deux ans plus tard, elle fut incendiée et détruite par les Indiens Pijaos. La troisième ville fut fondée par le capitaine don Alonso de Fuenmayor sous le nom de Guadalajara de Buga, probablement en 1559, sur ordre du gouverneur de Popayán, don Luis de Guzmán, et il l'installa dans la cordillère. Cette troisième fondation fut transférée en 1569 par ordre du gouverneur don Alvaro de Mendoza Carvajal dans la vallée, à un endroit près de la rivière Las Piedras. Le transfert fut effectué par son gendre, le capitaine don Rodrigo Díez de Fuenmayor, don Juan de Aguilar et don Luis Arronis de Berlanga. Enfin, en 1576, avec l'autorisation du gouverneur don Jerónimo de Silva, Guadalajara de Buga fut transférée sur les terres appartenant au capitaine don Rodrigo Díez de Fuenmayor et à d'autres habitants, qui sont aujourd'hui occupées par la ville.
Du mariage entre le capitaine don Alonso de Fuenmayor et doña María Magdalena de Belalcázar, entre autres enfants, est née doña Isabel de Fuenmayor y Belalcázar, originaire de la ville de Santiago de Cali. Isabel de Fuenmayor y Belalcázar a épousé le déjà mentionné capitaine don Rodrigo Díez de Fuenmayor, son parent, né à Agreda en 1528. Le capitaine Rodrigo Díez de Fuenmayor était un conquistador et Maestre de Campo, résident de San Juan de Pasto et son Alcalde en 1545. De l'union entre le capitaine don Rodrigo Díez de Fuenmayor et doña Isabel de Fuenmayor y Belalcázar est issue la branche principale de cette lignée, dont le fils était, entre autres:
I. Diego Díez de Fuenmayor, originaire de Buga et Maestre de Campo, à qui le roi a accordé des terres à Buga en récompense de sa loyauté et de ses services importants à la Couronne. Il a épousé Isabel Ramírez del Campo, avec qui il a eu:
II. Martín Diego Díez de Fuenmayor y Ramírez del Campo, originaire de San Juan de Pasto et Maestre de Campo, a épousé doña Jerónima Muñoz de Ayala Jaramillo (fille du capitaine don Diego Muñoz de Ayala et de doña Francisca Guerrero Jaramillo de Andrade), avec qui il a eu:
III. Juan Díez de Fuenmayor y Muñoz de Ayala, originaire de San Juan de Pasto et Maestre de Campo, qui a occupé tous les postes gouvernementaux, du Regidor Perpétuel au Lieutenant-Gouverneur. Il a servi dans cette dernière fonction le 19 décembre 1665, date à laquelle il a fait son testament. Le 15 juillet 1666, il a renoncé au poste de Regidor Perpétuel de San Juan de Pasto en faveur des capitaines Sebastián Guerrero de Zúñiga, Joseph Tiburcio Guerrero et Mauricio Muñoz de Ayala. Il a épousé sa parente doña Manuela Díez de Fuenmayor et a été le père de: 
IV. Gaspar Carlos Díez de Fuenmayor, originaire de San Juan de Pasto et Maestre de Campo. Il a été élevé sous la tutelle de sa tante paternelle doña Petronila Díez de Fuenmayor, qui l'a désigné comme l'héritier universel de son patrimoine dans son testament signé le 19 décembre 1665. Il a été un remarquable serviteur public, occupant des postes gouvernementaux à San Juan de Pasto et à Santa María del Puerto de las Barbacoas, où il a été maire en 1720. Don Gaspar Carlos a partagé son activité entre le service public et le travail agricole et d'élevage. Il a hérité de sa tante paternelle la propriété de plusieurs mines d'or à Santa María del Puerto de las Barbacoas. Avec les revenus de ces mines, il a acquis des propriétés rurales dans les régions de San Juan de Pasto et d'Ipiales. À sa mort, il a laissé à ses héritiers les haciendas de Bombona, Moechiza et Taquelán.